# Bauordnung für Wien
Die Bauordnung für Wien ist ein umfangreiches Wiener Landesgesetz mit etwa 150 Paragraphen, das die Materien Stadtplanung, Flächenwidmung und das gesamte Bauwesen (Bautechnik, Mindestraumhöhen, Mindestgröße von Wohnungen etc.) regelt.

## Geschichte
Bauordnungen gab es schon in den Städten des Mittelalters, vor allem im Hinblick auf die hohe Brandgefahr. In Wien gab es beispielsweise zwischen 1252 und 1330 neun große Brandkatastrophen. 1252 ist die erste einschlägige (feuerpolizeilich motivierte) behördliche Regelung in Wien nachweisbar. 1534 wurde die erste „Feuerordnung der Stadt Wien“ erlassen (Der Südturm des Stephansdoms diente dabei als Beobachtungsstandpunkt für die Turmwächter, ein Wachdienst, der bis 1956 fortgeführt wurde). Die 1725 geschaffene erste Wiener Bauordnung soll wesentlich auf Josef Hartmann zurückzuführen sein. 1782 wurde von Kaiser Joseph II. eine umfassende Feuerordnung dekretiert. 1829 erhielt Wien die erste Bauordnung im modernen Sinn. Sie umfasste 30 Paragraphen und wurde 1859 und 1868 durch neue einschlägige Gesetze abgelöst. Die Bauordnung von 1883 für Wien und Niederösterreich war im Wesentlichen bis über die Mitte des 20. Jahrhunderts gültig.
Das heutige Wiener Landesgesetz fußt (wie in Artikel I des geltenden Gesetzes festgehalten) auf den einschlägigen Landesgesetzen aus 1883, 1890, 1920, 1927 und rezipiert diese sogar explizit. Laut Artikel 2 Abs. 1 bilden die vor Wirksamkeit dieses Gesetzes beschlossenen Generalregulierungspläne in ihrer Gesamtheit den ersten Flächenwidmungsplan (im Sinne des § 4 der Bauordnung), die vor Wirksamkeit dieses Gesetzes beschlossenen Generalbaulinienpläne den ersten Bebauungsplan (§ 5 der Bauordnung).
Auch die Einteilung des Stadtgebiets in so genannte Bauklassen (§ 75 der Bauordnung) und für die Widmung der zum Bauland gehörenden Gebiete (§ 4 der Bauordnung) folgt historischen Wurzeln. Schon in den gründerzeitlichen Bauordnungen gab es die Bauklasse IV im Gebiet der Kernstadt bis zum Gürtel: Nach ihr durften Wohnhäuser nicht mehr als fünf Geschoße (vier Stockwerke) enthalten. Weiter außerhalb lagen die zur Bauklasse III gehörenden Stadtgebiete, wo die Wohnhäuser bisher nicht mehr als drei Stockwerke enthalten durften; noch peripherer die zu den Bauklassen II und I gehörenden jene Stadtgebiete, für die maximal zwei Stock hohe Bebauung oder ein Stock hohe bzw. bloß ebenerdige Bebauung vorgeschrieben war. Die aktuelle Bauordnung übernimmt diese Einteilung im Prinzip, kennt allerdings auch die Bauklasse 5 und 6 (Hochhäuser).

## Überblick über das Regelwerk
Zu den Einleitungsbestimmungen des Gesetzes gehört auch Artikel III, der das Weiterwirken bisher erteilter Baubewilligungen regelt und Artikel IV. Dieser setzt unter anderem die grundsätzlichen Bebauungshöhen in den vor der Wirksamkeit der Bauordnungsnovelle 1976 festgesetzten Wohngebieten fest (für die Bauklasse I eine Gebäudehöhe von 7,50 m und für die Bauklasse II eine Gebäudehöhe von 10,50 m). Artikel V befasst sich mit den so genannten, durch die Bauordnungsnovelle 1989 geschaffenen Gartensiedlungsgebieten und den dort möglichen nachträglichen Baubewilligungen nach § 70, weiters mit Aufzugszubauten.
Artikel Va befasst sich mit dem Baukostenindex, Vb aufgrund einer Novellierung aus 2007 mit Mindestanforderungen an die Gesamtenergieeffizienz von Gebäuden.
Die Wiener Bauordnung ist in der Folge in 12 Teile gegliedert. Der 1. Teil (Stadtplanung) umfasst die §§ 1 bis 12 der Bauordnung und statuiert die Grundlagen und Verfahren für die Stadtplanung und die Stadtentwicklung (Flächenwidmungs- und Bebauungsplan), bestimmt die Zusammensetzung des Fachbeirats für Stadtplanung und Stadtgestaltung (§ 3), definiert in § 4 Abs. 2 die möglichen Widmungen (A Grünland, B Verkehrsbänder, C Bauland, D Sondergebiete) und ihre Untergliederungen. § 5 erläutert den vorgeschriebenen Inhalt der Bebauungspläne, § 6 die jeweils zulässigen Nutzungen (die etwa im Wald- und Wiesengürtel (Absatz 3) sehr beschränkt sind. § 7 vermerkt, dass in den Flächenwidmungs- und Bebauungsplänen „die wegen ihres örtlichen Stadtbildes in ihrem äußeren Erscheinungsbild erhaltungswürdigen Gebiete als in sich geschlossenes Ganzes (Schutzzonen) ausgewiesen werden“ können. § 7a konstituiert die Möglichkeit, in den Bebauungsplänen so genannte Wohnzonen auszuweisen, § 7b andererseits „Zonen für Großbauvorhaben“, § 7c definiert und regelt Einkaufszentren, § 7d Mehrzweckbauvorhaben, § 7e Geschäftsstraßen. Unter § 7f werden Hochhäuser als Gebäude definiert, deren oberster Abschluss einschließlich aller Dachaufbauten mehr als 35 m über dem tiefsten Punkt des anschließenden Geländes beziehungsweise der festgesetzten Höhenlage der anschließenden Verkehrsfläche liegt. § 8 verfügt: Für das von Bebauungsplänen nicht erfasste Stadtgebiet besteht bis zur Festsetzung dieser Pläne Bausperre (allerdings mit Ausnahmen).
Der 2. Teil der Bauordnung (§§ 13 ff.) statuiert Vorschriften für die Änderung der Liegenschaftsgrenzen (§§ 13 ff.), der 3. Teil regelt die (selten angewandten) Enteignungen (§§ 38 ff.), der 4. Teil (§§ 47 ff.) andere Eigentumsbeschränkungen. Der 5. Teil (§§ 50 ff.) befasst sich mit Anliegerleistungen, der 6. Teil mit Entschädigungen (§§ 57 ff.) der wichtige 7. Teil (§§ 60 ff.) mit den formellen Erfordernissen bei Bauvorhaben, namentlich den Baubewilligungen. Der 8. Teil der Wiener Bauordnung regelt die bauliche Ausnützbarkeit der Bauplätze (§§ 75 ff.), der 9. Teil enthält bautechnische Vorschriften (§§ 87 ff.), der wichtige 10. Teil (§§ 123 ff.) enthält Vorschriften über die Ausführung, Benutzung und Erhaltung der Bauwerke. Der kurze 11. Teil regelt die Ersichtlichmachungen (im Grundbuch) und die Verlautbarungen, der 12. Teil (§§ 134 bis 139) schließlich befasst sich Parteien, Nachbarrechten und Verfahrensvorschriften im Streitfall.

## Häufig diskutierte Bestimmungen der Wiener Bauordnung
Besonderes öffentliches Interesse fanden in den letzten Jahrzehnten unter anderem die 1972 eingeführten Bestimmungen über Schutzzonen, insbesondere der § 85 Absatz 5, dessen Vorschrift stilgerecht anpassender Gestaltung in Schutzzonen 1987 auf Druck der Architekten und Kulturkritiker durch eine „Lex Hollein“ entschärft wurde, dann auch der § 69 über die Zulässigkeit „unwesentlicher“ Abweichungen vom Bebauungsplan. Auch die „Entbürokratisierung“ der Ersetzung der behördlichen Baubewilligung durch eine bloße Bauanzeige (im Regelfall, das heißt außerhalb der Schutzzonen und bei nicht vorliegendem Denkmalschutz) wurde zum Teil kontroversiell diskutiert – desgleichen Bauvorhaben, bei denen Vorsitzende des Fachbeirats involviert waren. In jüngster Zeit wurden auch die aufgrund europäischen Gemeinschaftsrechts eingefügten Bestimmungen über Energieeffizienz häufiger diskutiert. Auch die vom Stadtgartenamt auf der Basis des § 71 der Bauordnung errichteten "temporären" (aber oft recht langlebigen) Baulichkeiten finden gelegentlich ein kritisches Echo.